# Jesús Puente Alzaga
Jesús Puente Alzaga (Madrid, 18 de desembre de 1930 – ibíd., 26 d'octubre de 2000), va ser un actor i presentador de televisió espanyol amb orígens al poble burgalès de Salas de los Infantes.

## Biografia
Nascut a Madrid, Jesús Puente va desenvolupar la seva carrera d'actor en tots els mitjans, tant en cinema com en teatre i televisió. Va començar els estudis de Medicina, però va abandonar la carrera en el quart curs, a causa de la seva vocació per la interpretació.
Va iniciar llavors la seva trajectòria teatral amb obres de Lope de Vega i Calderón, entremesos de Cervantes i l'obra El caso de la mujer asesinadita, de Miguel Mihura. Després d'aquestes experiències va ser contractat pel Teatro de Cámara de José Luis Alonso i més tard per la companyia de María Jesús Valdés (La hora de la fantasía, d'Anna Bonnacci, 1954; La fierecilla domada, Shakespeare, 1954; Medida por medida, de Shakespeare, 1955) i amb la de Conchita Montes, protagonitzant l'obra La otra calle. També actuà amb la Compañía Dido Pequeño Teatro amb la qual va posar en escena entre altres: Candida (1957) de George Bernard Shaw i Fedra (1957) de Miguel de Unamuno.
SLa seva carrera sobre les taules ha estat plagada d'èxits, podent destacar-se les estrenes d' Amor es Amor, El tragaluz (1967), d'Antonio Buero Vallejo; Juegos de sociedad (1970), de Juan José Alonso Millán; La Fundación (1974), de nou de Buero Vallejo; Las cítaras colgadas de los árboles (1974), d'Antonio Gala; Los peces rojos  (1975), de Jean Anouilh, La piel del limón (1976), de Jaime Salom, Violines y trompetas (1977), El hombre del atardecer (1981) i Las tormentas no vuelven (1982), las tres de Santiago Moncada; Esta noche, gran velada (1983), de Fermín Cabal; El alcalde de Zalamea (1988), de Calderón de la Barca; Dígaselo con Valium (1993), de José Luis Alonso de Santos, o la seva participació, el 1988, amb la Companyia Nacional de Teatre Clàssic al Festival de Teatre d'Almagro, amb La Celestina, i la seva interpretació a Las aves (2000), d'Aristòfanes, al Festival de Teatre Clàssic de Mèrida.
Al mateix temps va debutar en el món de la ràdio, concretament, en Ràdio Nacional d'Espanya, on va treballar amb Domingo Almendros i Juan Guerrero Zamora.
Al llarg dels anys 60 treballa com a actor de doblatge, arribant a posar veu en nombroses ocasions a l'actor estatunidenc James Stewart, entre d'altres. No reprendria aquestes activitats fins a quinze anys després, ja de manera esporàdica.
El 1957 va debutar al cinema amb la pel·lícula Las muchachas de azul, dirigida per Pedro Lazaga. La seva filmografia inclou, com a treballs destacats, Las chicas de la Cruz Roja (1958); Ha llegado un ángel (1961), de Luis Lucia, amb Marisol; Más bonita que ninguna (1965), de Luis César Amadori, amb Rocío Dúrcal; La estanquera de Vallecas (1987,) d'Eloy de la Iglesia; Sesión continua (1984), Asignatura aprobada (1987) i You're the one (2000) (aquestes tres últimes de José Luis Garci), a més de nombrosos spaghetti western.
Present en televisió gairebé des de l'arribada d'aquest mitjà a Espanya, va debutar el 1957 en Televisió espanyola. Al llarg de les tres dècades següents interpretaria tot tipus d'obres dramàtiques en espais com Estudio 1, Novela, Primera fila o Teatro de familia. A més, el 1972 protagonitzà en solitari la comèdia Aventuras y desventuras de Mateo i, junt amb María Luisa San José, la sèrie Diálogos de un matrimonio (1982).
Durant un temps va formar parella artística amb Juanjo Menéndez, amb qui va intervenir en el programa 625 líneas (1979) i va rodar la sèrie El español y los siete pecados capitales (1980).
El 1988 es va estrenar com a director d'escena en l'obra de teatre Entre mujeres (1988), de Santiago Moncada, a la que seguiria un any més tard Los ochenta son nuestros, d'Ana Diosdado.
El 1990 és fitxat per la cadena Telecinco per a presentar el concurs Su media naranja, així com col·laborar en diversos especials de la cadena com els de cap d'any, entre d'altres. El 1994 va passar a Antena 3 per a substituir Isabel Gemio a Lo que necesitas es amor, on va romandre quatre anys, i que va abandonar per a protagonitzar la sèrie Ada Madrina (1998), junt amb Carmen Sevilla, que es va mantenir poques setmanes en pantalla.
Es va casar en primeres noces amb l'actriu de doblatge María Luisa Rubio, amb qui va tenir dos fills, Àgata i Jesús. Després de separar-se, es va casar amb l'actriu Licia Calderón, en 1974, amb la qual va tenir una única filla, Chesu.
Va morir el 26 d'octubre de 2000 als 69 anys d'un atac al cor.
Va ser guardonat amb dos Premis Ondas de Televisió (en 1962, com a Millor actor, i en 1990 per Su media naranja). També se li van concedir sengles TP d'Or: En 1980, com a Personatge més popular, al costat de Juanjo Menéndez, per El español y los siete pecados capitales, i en 1996, per la seva trajectòria professional.

## Filmografia
- You're the one (2000)
- Eso (1997)
- Caminos de tiza (1988)
- Terroristas (1987)
- Asignatura aprobada (1987)
- La estanquera de Vallecas (1987)
- Veredicto implacable (1987)
- Los presuntos (1986)
- Romanza final (Gayarre) (1986)
- El orden cómico (1986)
- Capullito de alhelí (1986)
- Violines y trompetas (1984)
- Memorias del general Escobar (1984)
- Sesión continua (1984)
- Gritos de ansiedad (1984)
- La avispita Ruinasa (1983)
- Despido improcedente (1980)
- Mi adúltero esposo (1979)
- El fascista, la beata y su hija desvirgada (1978)
- Obsesión (1975)
- Marta (1971)
- El dinero tiene miedo (1970)
- Crimen imperfecto (1970)
- El mejor del mundo (1970)
- Un hacha para la luna de miel (1970)
- El conde Drácula (1970)
- A 45 revoluciones por minuto (1969)
- Una historia perversa (1969)
- Tarzán en la gruta del oro (1969)
- Hora cero: Operación Rommel (1969)
- Por qué pecamos a los cuarenta (1969)
- Verano 70 (1969
- El regreso de Al Capone (1969)
- Persecución hasta Valencia (1968)
- Dos hombres van a morir (1968)
- Gorbet
- Bandidos (1967)
- Un hombre vino a matar (1967)
- El gran golpe de Niza (1967)
- Dos cruces en Danger Pass (1967)
- El cobra (1967) Stiarkos
- S077: Operación relámpago (1966)
- El Zorro cabalga otra vez (1966)
- La muerte cumple condena (1966)
- Dos contra Al Capone (1966)
- Un gángster llegado de Brooklyn (1966)
- Adiós gringo (1965)
- Ocaso de un pistolero (1965)
- Dos caraduras en Texas (1965)
- Loca juventud (1965)
- Más bonita que ninguna (1965)
- Las malditas pistolas de Dallas (1964)
- Fin de semana (1964)
- Antes llega la muerte (1964)
- El hombre de la diligencia (1964)
- Cyrano y d'Artagnan (1964)
- Ella y el miedo (1964)
- Los conquistadores del Pacífico (1963)
- Rocío de La Mancha (1963)
- La hora incógnita (1963)
- Eva 63 (1963)
- Fra Diávolo (1962)
- Escuela de seductoras (1962)
- Sabían demasiado (1962)
- Accidente 703 (1962)
- Aprendiendo a morir (1962)
- Diferente (1962)
- Tres de la Cruz Roja (1961)
- Ha llegado un ángel (1961)
- Usted puede ser un asesino (1961)
- Los económicamente débiles (1960)
- La paz empieza nunca (1960)
- Días de feria (1960)
- La fiel infantería (1960)
- Trío de damas (1960)
- Los últimos días de Pompeya (1959)
- Los tramposos (1959)
- Bombas para la paz (1959)
- Diez fusiles esperan (1959)
- Gayarre (1959)
- Las chicas de la Cruz Roja (1958)
- Historias de Madrid (1958)
- El Cristo de los Faroles (1958)
- El hereje (1958)
- El hombre que viajaba despacito (1957)
- Las muchachas de azul (1957)

## Trajectòria en televisió
- Paraíso 
  - Pandora y el dragón (13 de setembre de 2000)
- Ada Madrina (1999)
- La casa de los líos
  - El 28 D (28 de desembre de 1997)
- Lo que necesitas es amor (1994-1998)
- Historias del otro lado
  - El Que Decide (8 de maig de 1991)
  - El Gran Truco (12 de juny de 1991)
  - Semiosis (19 de juny de 1991)
  - Dual (21 de febrer de 1996)
- Su media naranja (1990-1994)
- Pájaro en una tormenta
  - Una pieza rota (21 de setembre de 1990)
  - Cosas de familia (12 d'octubre de 1990)
  - Caras nuevas, viejas historias (26 d'octubre de 1990)
  - La trama negra (2 de novembre de 1990)
- Primera función
  - Querido insensato (3 d'agost de 1989)
  - Las cometas (16 de novembre de 1989)
- Tarde de teatro
  - Un marido de ida y vuelta (14 de desembre de 1986)
- La comedia dramática española 
  - Esta noche, gran velada (18 de setembre de 1986)
- Platos rotos
  - Alguien voló sobre el nido del colibrí (16 d'octubre de 1985)
  - La mala sombra de una duda (6 de novembre de 1985)
  - Domicilio extraconyugal (11 de desembre de 1985)
  - Sábado, maldito sábado (25 de desembre de 1985)
- Escrito para TV 
  - Querido insensato (11 de setembre de 1984)
- El jardín de Venus
  - Serafina (13 de desembre de 1983)
  - Violante (20 de desembre de 1983)
  - El Prevenido Engañado (27 de desembre de 1983)
- La comedia 
  - Las tormentas no vuelven (22 de novembre de 1983)
- Diálogos de un matrimonio (1982)
- El español y los siete pecados capitales (1980)
- 625 líneas (1979)
- Las viudas
  - Viuda romántica (5 d'abril de 1977)
- Buenas noches, señores
  - La hora del ángel (9 d'agost de 1972)
- Aventuras y desventuras de Mateo (1972)
- Las tentaciones 
  - La escuela de los padres (19 d'octubre de 1970)
  - El león emisario (15 de novembre de 1970)
- Estudio 1
  - La noche de Simon Pedro (1 de gener de 1965)
  - Una tal Dulcinea (13 d'octubre de 1965)
  - 50 años de felicidad (11 de gener de 1966)
  - Más allá del horizonte (15 de juny de 1966)
  - Una doncella francesa (3 d'agost de 1966)
  - Los árboles mueren de pie (5 d'octubre de 1966)
  - Tres sombreros de copa (16 de novembre de 1966)
  - Un sombrero de paja de Italia (12 de juliol de 1967)
  - El señor Adrián, el primo (2 d'agost de 1967)
  - Un marido ideal (30 d'agost de 1967)
  - La bella Dorotea (17 d'octubre de 1967)
  - El caballero de las espuelas de oro (14 de maig de 1968)
  - Usted puede ser un asesino (25 de juny de 1968)
  - Miedo al hombre (2 de juliol de 1968)
  - Mi marido no me entiende (27 d'agost de 1968)
  - Catalina de Aragón (22 de juliol de 1969)
  - Un espíritu burlón (22 de gener de 1970)
  - César y Cleopatra (27 de maig de 1971)
  - Nuestra Ciudad (29 de juliol de 1971)
  - La señorita de Trevélez (30 de juliol de 1971)
  - El pensamiento (10 de desembre de 1971)
  - Vamos a contar mentiras (29 de desembre de 1972)
  - El concierto de San Ovidio (19 de gener de 1973)
  - Doce hombres sin piedad (16 de març de 1973)
  - Me casé con un ángel (4 de maig de 1973)
  - Verde esperanza (27 de juliol de 1973)
  - Las mujeres sabias (1 de març de 1.974)
  - Historia de un adulterio (29 de març de 1974)
  - La fundación (28 de febrer de 1977)
  - Trampa para un hombre solo (30 de maig de 1977)
  - Usted puede ser un asesino (27 de juny de 1977)
  - Juegos de sociedad (2 de març de 1978)
  - Celos del aire (25 d'abril de 1979)
- Teatro de misterio 
  - Luz de gas (3 d'agost de 1970)
- Diana en negro 
  - Noche De Aniversario (1 de gener de 1970)
- Teatro de siempre
  - El hombre de mundo (20 d'octubre de 1967)
  - Las alegres comadres de Windsor (19 de març de 1971)
  - El bastardo Mudarra (29 de novembre de 1971)
- Telecomedia de humor 
  - Con la vida del otro (22 de gener de 1967)
- Hermenegildo Pérez, para servirle
  - Estreno de actor (26 d'agost de 1966)
- Los encuentros 
  - Quedó grabada la voz (20 d'agost de 1966)
  - Le espera (22 d'octubre de 1966)
- El tercer rombo 
  - Envuelta en un gran papel (12 de juliol de 1966)
  - Carne sin patatas (26 de juliol de 1966)
  - Un favor a la vecina (16 d'agost de 1966)
- Teatro de humor 
  - Los ladrones somos gente honrada (11 d'abril de 1965)
  - ¿De acuerdo, Susana? (9 de maig de 1965)
- Teatro de familia 
  - El hombre de la carretera (11 d'agost de 1964)
- Historias de mi barrio
  - La Miss (29 de juliol de 1964)
  - Las oposiciones (12 d'agost de 1964)
- Mañana puede ser verdad
  - El zorro y el bosque (29 de maig de 1964)
  - La tercera expedición (26 de juny de 1964)
  - Los Bulbos (6 de novembre de 1964)
- Tengo un libro en las manos
  - La muerte del héroe (23 de juliol de 1963)
  - Santes Creus (15 de setembre de 1966)
- Novela
  - El caso de la señora nerviosa (15 de juliol de 1963)
  - ¿Quién me asesinó? (3 de febrer de 1964)
  - Las dos vidas de Marcela (13 d'abril de 1964)
  - La pesca de la sirena (22 de juny de 1964)
  - La familia de Domingo (13 de juliol de 1964)
  - Investigación judicial (7 de juny de 1965)
  - Las cartas (5 de juliol de 1965)
  - El alma prestada (6 de setembre de 1965)
  - El fin de un largo viaje (4 d'abril de 1966)
  - Tartarín de Tarascón (5 de setembre de 1966)
  - Los candelabros del emperador (19 de setembre de 1966)
  - Jenner (5 de desembre de 1966)
  - El gabinete de sueños (20 de novembre de 1967)
  - El catalejo (26 de gener de 1970)
  - Cinco peldaños (13 de juliol de 1970)
  - Las mariposas cantan (15 de novembre de 1970)
  - La pequeña Dorrit I (28 de desembre de 1970)
  - La condesa de Bureta (17 de juliol de 1972)
  - La actriz (23 de juliol de 1973)
  - Semblanza de una dama (26 d'agost de 1974)
  - Los misterios de París (26 de setembre de 1976)
  - Ecos de sociedad (2 de maig de 1977)
  - Grandes esperanzas (3 de juliol de 1978) Jaggers
- Primera fila
  - Esta noche es la víspera (10 de maig de 1963)
  - La herida del tiempo (19 de juliol de 1963)
  - Una noche de primavera sin sueño (5 d'agost de 1964)
  - Adiós, Mimí Pompón (3 de febrer de 1965)
  - La vida en un bloc (17 de març de 1965)
  - Corrupción en el Palacio de Justicia (8 d'abril de 1965)
  - Los caciques (28 de juliol de 1965)
  - Deuda pendiente (29 de setembre de 1965)
- Estudio 3
  - La Boda (1 de gener de 1963)
  - La Familia de Domingo (12 de juliol de 1964)
- Gran teatro 
  - Los Últimos De Filipinas (1 de gener de 1961)
  - Marea Baja (1 de gener de 1961)
  - Paquebot Tenacity (1 de gener de 1961)
  - La Lola se va a los puertos (1 de gener de 1961)
  - El Bosque encantado (13 d'octubre de 1961)
  - Los Dias Felices (25 de gener de 1962)